# 埃斯珀 (密蘇里州)
埃斯珀（英語：Esper）是位於美國密蘇里州帕特南縣的非建制地區。

## 地理
埃斯珀所處的海拔為高於海平面303米（即994英呎），而該地所採用的時區為UTC-6，即北美中部時區（CST）。同時該地設有夏令時間，為UTC-6調快一小時，即UTC-5（CDT）。